# Chrétiens-démocrates lituaniens
Les Chrétiens-démocrates lituaniens (en lituanien : Lietuvos krikščionys demokratai, LKD) est un ancien parti politique lituanien, membre du Parti populaire européen, qui a fusionné avec l'Union de la patrie en 2008 pour devenir l'Union de la patrie - Chrétiens-démocrates lituaniens. Petras Gražulis en a été président avant de les quitter et de devenir membre du parti Ordre et justice.